# Liste der Monuments historiques in Liézey
Die Liste der Monuments historiques in Liézey führt die Monuments historiques in der französischen Gemeinde Liézey auf.

## Liste der Objekte
| Bezeichnung               | Beschreibung                                                                     | Standort                                     | Kennzeichnung | Schutzstatus | Datum | Bild |
| ------------------------- | -------------------------------------------------------------------------------- | -------------------------------------------- | ------------- | ------------ | ----- | ---- |
| Hauptaltar                | Holz, farbig gefasst und vergoldet, Anfang des 19. Jahrhunderts                  | in der Kirche St-Nicolas-et-St-Gérard (Lage) | PM88001543    | Inscrit      | 2010  |      |
| Zwei Seitenaltäre         | ohne Skulpturen; Holz, farbig gefasst und vergoldet, Anfang des 19. Jahrhunderts | in der Kirche St-Nicolas-et-St-Gérard (Lage) | PM88001544    | Inscrit      | 2010  |      |
| Gemälde Heiliger Nikolaus | Ölfarbe auf Leinwand, zweite Hälfte des 19. Jahrhunderts                         | in der Kirche St-Nicolas-et-St-Gérard (Lage) | PM88001545    | Inscrit      | 2010  |      |